# Frederik van Pruisen (1911-1966)

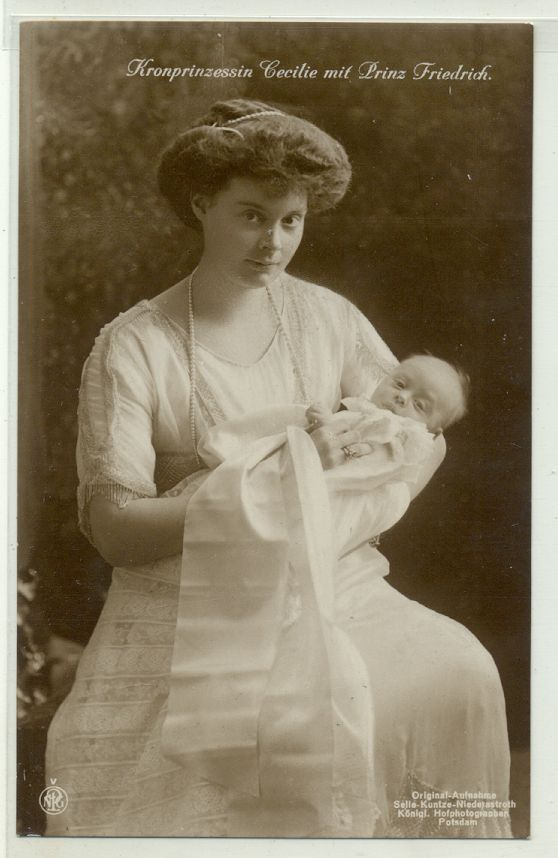
Prins Frederik in de armen van zijn moeder Cecilie van Mecklenburg-Schwerin

Frederik George Wilhelm Christoffel van Pruisen (Berlijn, 19 december 1911 - Erbach, 20 april 1966), was een Pruisische prins uit het Huis Hohenzollern.
Hij was het vierde kind en de jongste zoon van de laatste Duitse kroonprins Wilhelm en diens vrouw Cecilie van Mecklenburg-Schwerin, en een kleinzoon van de laatste Duitse keizer Wilhelm II.
Zijn eerste levensjaren bracht hij door in Danzig, waar zijn vader de commandant was van het eerste lijfhuzarenregiment. Net als zijn broers studeerde hij - na de afschaffing van de monarchie - rechten; hij studeerde af in 1936 aan de universiteit van Berlijn. In 1937 woonde hij korte tijd bij zijn ouders in Potsdam om in datzelfde jaar te emigreren naar Engeland. In Londen werkte hij onder de naam Mr. Mansfield bij een bank.
Na het uitbreken van de Tweede Wereldoorlog nam hij dienst in het Britse leger, maar al snel werd zijn ware identiteit bekend. Hij werd geïnterneerd en naar Canada verbannen. Op voorspraak van koningin-moeder Mary, wijlen wier echtgenoot, George V peetoom van prins Frederik was geweest, kon hij in 1941 terugkeren naar Groot-Brittannië.
In 1945 trouwde hij met Lady Brigid Guinness, een dochter van de gelijknamige bierbrouwer. Hij woonde de rest van zijn leven in Engeland en kreeg vijf kinderen. Tijdens een korte vakantie in Duitsland verdronk hij in de Rijn.